# Принц Хол слободно зидарство
Принц Хол масонерија се јавља као последица историјских догађаја у Северној Америци када су Афроамериканци одвојене од белаца оснивали своје слободнозидарске ложе. Данас се Принц Хол масонерија састоји од више независних великих ложа широм САД и Канаде. Уједињене велике ложе Енглеске Принц Хол масонерију признају као регуларну.

## Историја
Афроамериканац Принц Хол је 6. марта 1775. постао мајстор масон у једној ирској војној ложи ″No. 441″ заједно са још четрнаест других Афоамериканаца. Одласком војне ложе Афроамериканци су добили овлашћења да предстаљају своју ложу на том подручју, да спроводе масонске сахране али не и да врше обреде и примају нове чланове.
 Како због задатих услова ложа није могла нормално да функционише Хол је ступио у контакт са великом ложом Енглеске од које је добио одобрење за формирање прве афроамеричке ложе. Слободнозидарска радионица је отворена (у њу је унета светлост) 1784. као Афричка ложа #459. У његову част све остале афроамеричке велике ложе колеткивно носе име Принц Хол док се ложе под њиховом заштитом означавају бројевима. У скоро свакој савезној држави Сједињених Америчких Држава постоји Принц Хол велика ложа.

## Регуларност
Принц Хол је призната од стране Уједињених великих ложа Енглеске али не и од свих ложа које раде под њеном заштитом. Према подацима из 2008. четрдесетдве, од укупно педесетједне америчке велике ложе, признају регуларност Принц Хол масонерије. Ложе које афроамериканцима оспоравају регуларност углавном се налазе на југу земље.